# NGC 7151
NGC 7151 (другие обозначения — PGC 67634, ESO 237-15) — спиральная галактика с перемычкой (SBc) в созвездии Индеец.
Этот объект входит в число перечисленных в оригинальной редакции «Нового общего каталога».